# Ignacio de la Llave (municipalité)

La municipalité d'Ignacio de la Llave est l'une des 212 municipalités de l'État de Veracruz, et est située dans la partie sud-est de cet État, au Mexique. Elle est située dans la plaine côtière du golfe du Mexique, en retrait du trait de côte. Située également au sud de la lagune d'Alvarado, et dans la vallée du Río Blanco, rivière affluente du fleuve Río Papaloapan, elle appartient au bassin versant de ce fleuve. Son chef-lieu est la ville éponyme de Ignacio de la Llave. Cette municipalité dépend de la région administrative de Papaloapan, qui est une des 10 subdivisions administratives de l'État de Veracruz.

## Toponymie
La municipalité et son chef-lieu éponyme tirent leur nom du général Ignacio de la Llave (es), qui fut gouverneur de l'État de Veracruz en 1861 et 1862.

## Géographie
La municipalité d'Ignacio de la Llave s'étire du nord au sud le long d'une série de lacs, qui la bordent à l'ouest, reliés entre eux et connectés à la lagune d'Alvarado, qui recueille les eaux du fleuve Río Papaloapan. Elle est délimitée au nord par la rivière Río Blanco, qui se jette dans la même lagune que le Río Papaloapan. Son chef-lieu est la ville éponyme de Ignacio de la Llave, qui se trouve dans la partie nord de son territoire. Ce territoire couvre une superficie de 397,1 km2, et était peuplé en 2015 de 17 105 habitants, pour une densité de 43,1 habitants par km2.
La municipalité est limitrophe au nord et à l'est de celle d'Alvarado, à l'ouest de celle de Tlalixcoyan, au sud-ouest de celle de Tierra Blanca, et au sud-est de celle de Ixmatlahuacan.

## Composition et démographie
La municipalité était composée en 2015 de 58 localités, dont une seule était considérée comme urbaine, les autres étant rurales.
| Localité                              | Population |
| ------------------------------------- | ---------- |
| Ignacio de la Llave                   | 4646       |
| Zacate Colorado Segundo (Fraternidad) | 1099       |
| El Zapotal Número Uno                 | 1050       |
| El Zapote                             | 895        |
| Palma Cuata                           | 861        |
| Reste des localités                   | 8570       |
| Total population                      | 17 121     |

En plus de l'espagnol, plusieurs langue amérindienne sont parlées dans la municipalité, dont les principales par ordre d'importance sont : le mazatèque, l'huastèque, le tseltal, et le zapotèque.

## Histoire

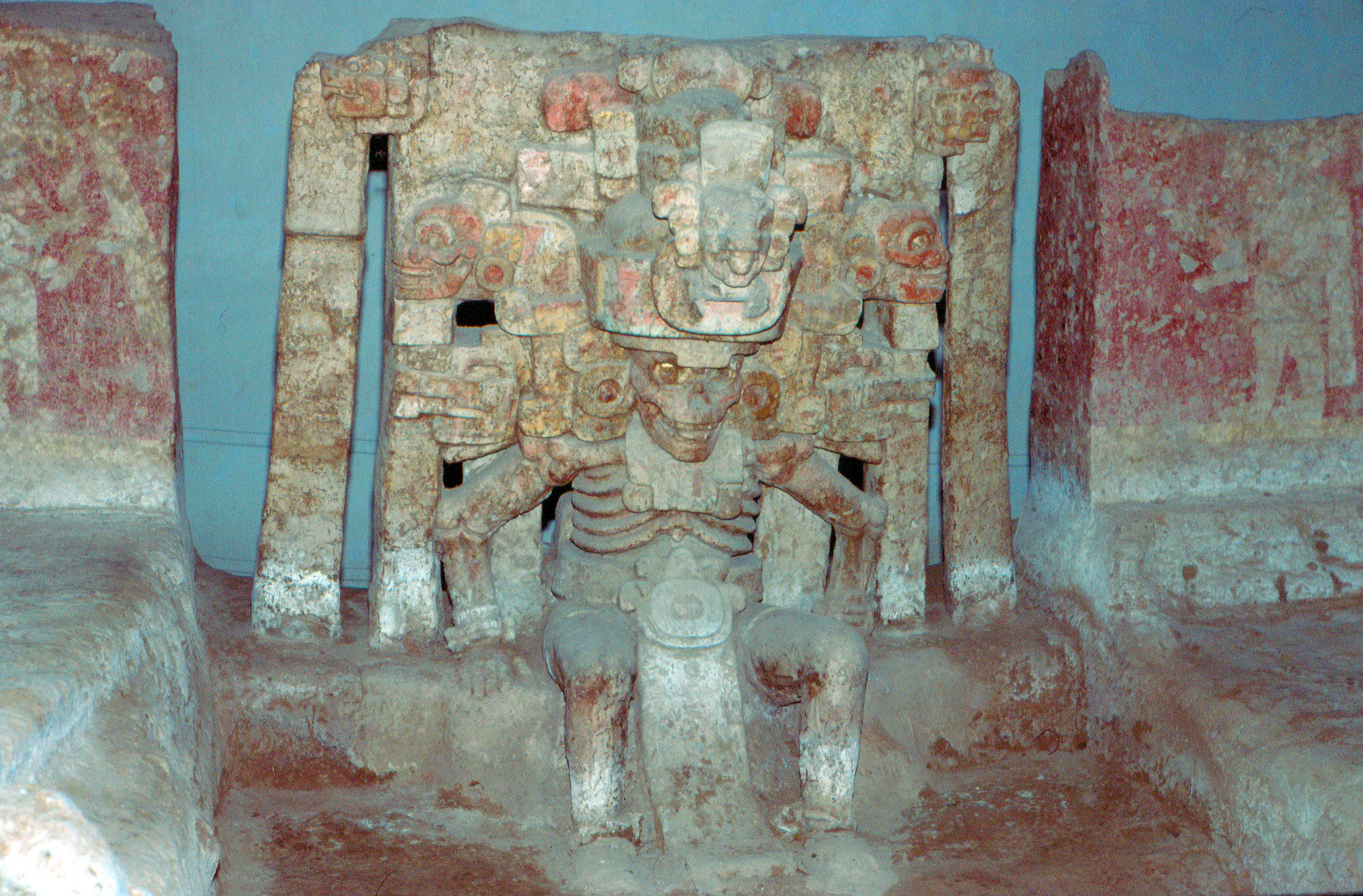
Autel du dieu Mictlantecuhtli

Durant la période précolombienne, le territoire est occupé par le peuple des totonaques. Une agglomération totonaque, découverte en 1971, existe dans la localité d'El Zapotal. Le site a notamment livré un autel dédié au dieu de la mort Mictlantecuhtli. Le mobilier archéologique issu des fouilles est pour partie conservé au musée d'anthropologie de Xalapa.
En 1932, la municipalité de San Cristóbal de la Llave change de nom, et devient Ignacio de la Llave.

## Économie

### Agriculture et élevage
La superficie des parcelles semées représentait en 2019 une surface totale de 1509 hectares, parmi lesquels 755 hectares voués à la culture du maïs, 458 hectares voués à la culture du haricot, et 155 hectares voués à celle de la canne à sucre.
En 2019, la production de viande par tonnes comprenait 4657,6 tonnes de viande bovine, 262,4 tonnes de viande porcine, 15,5 tonnes de viande ovine, 2,5 tonnes de viande caprine, 227,3 tonnes de volailles, et 13,9 tonnes de dinde. La superficie vouée à l'élevage représentait alors 17 434 hectares.

### Exploitation forestière
Le bois exploité pour la construction provient des mangroves situées autour des lacs. Il s'agit de cèdre, de chêne, de ceibo, de palmier et de cocotier.

### Pétrole
La municipalité est l'objet de prospections pétrolières menées par la compagnie Pemex, ayant conduit au forage d'une trentaine de puits dans les localités de Palma Cuata, Pozo de Arena et Salitral.

## Patrimoine
La localité d'El Zapotal abrite un musée de site dédié aux vestiges archéologiques découverts sur le site de même nom. Celui-ci appartient à la culture totonaque, et a livré entre autres des vestiges cultuels liés au dieu de la mort Mictlantecuhtli.